# Comuna Chirnogeni, Constanța
Chirnogeni este o comună în județul Constanța, Dobrogea, România, formată din satele Chirnogeni (reședința), Credința și Plopeni.

## Demografie
Componența etnică a comunei Chirnogeni
     Români (92,97%)
     Alte etnii (0,68%)
     Necunoscută (6,35%)
Componența confesională a comunei Chirnogeni
     Ortodocși (89,59%)
     Adventiști (2,03%)
     Alte religii (1,69%)
     Necunoscută (6,69%)
Conform recensământului efectuat în 2021, populația comunei Chirnogeni se ridică la 2.959 de locuitori, în scădere față de recensământul anterior din 2011, când fuseseră înregistrați 3.283 de locuitori. Majoritatea locuitorilor sunt români (92,97%), iar pentru 6,35% nu se cunoaște apartenența etnică. Din punct de vedere confesional, majoritatea locuitorilor sunt ortodocși (89,59%), cu o minoritate de adventiști (2,03%), iar pentru 6,69% nu se cunoaște apartenența confesională.

## Politică și administrație
Comuna Chirnogeni este administrată de un primar și un consiliu local compus din 13 consilieri. Primarul, Gheorghe Manta[*], de la Partidul Social Democrat, este în funcție din 2004. Începând cu alegerile locale din 2024, consiliul local are următoarea componență pe partide politice:
|  | Partid                          | Consilieri | Componența Consiliului | Componența Consiliului | Componența Consiliului | Componența Consiliului | Componența Consiliului | Componența Consiliului | Componența Consiliului |
|  | ------------------------------- | ---------- | ---------------------- | ---------------------- | ---------------------- | ---------------------- | ---------------------- | ---------------------- | ---------------------- |
|  | Partidul Social Democrat        | 7          |                        |                        |                        |                        |                        |                        |                        |
|  | Partidul Național Liberal       | 4          |                        |                        |                        |                        |                        |                        |                        |
|  | Alianța pentru Unirea Românilor | 1          |                        |                        |                        |                        |                        |                        |                        |
|  | Uniunea Salvați România         | 1          |                        |                        |                        |                        |                        |                        |                        |

## Personalități
- Gheorghe Chivu (1912 – 1986), poet, pictor;
- Șewkiy Bektóre (1888 - 1961), poet, profesor tătar.